# Luis Mayta Livisi
Luis Justo Mayta Livisi es un ingeniero y político peruano. Ocupó el cargo de alcalde del distrito de Paucarpata entre 2007 y 2010.
Nació en Azángaro, Perú, el 19 de agosto de 1957, hijo de Fidel Mayta Cutipa y Ángela Livisi Condori. Cursó sus estudios primarios en Arequipa y los segundarios en el Colegio Militar Francisco Bolognesi de Tacna y luego en Arequipa culminándolos en la Gran Unidad Escolar Independencia Americana. Entre el 2003 y el 2010 cursó los estudios superiores de ingeniería civil en la sede Arequipa de la Universidad Alas Peruanas.
Participó en las elecciones municipales del 2006 como candidato del movimiento "Juntos por el Sur" a la alcaldía del distrito de Paucarpata que forma parte del área metropolitana de la ciudad de Arequipa. Obtuvo la elección con el 24.307% de los votos. Anteriormente había tentado esa elección en las elecciones del 2002 y luego buscó la reelección en las elecciones municipales del 2010 y del 2014 sin éxito. En las elecciones regionales del 2018 se presentó como candidato del partido Todos por el Perú a la gobernaduría regional de Arequipa quedando en el séptimo lugar con sólo el 5.724% de los votos.
El año 2015, la Corte Suprema de Justicia declaró inadmisible el recurso de casación que interpuso la procuraría pública anticorrupción contra la sentencia de segunda instancia de la Primera Sala Penal de Arequipa que absolvió a Mayta Livisi de los cargos de delito de peculado formulados en su contra.